# Bacteriostàtic
Un efecte bacteriostàtic és aquell que tot i que no produeix la mort d'un bacteri, impedeix la seva reproducció. Un efecte bacteriostàtic està produït per substàncies bacteriostàtiques. Aquestes substàncies són secretades pels organismes com a medis defensius contra els bacteris. Quan es retira l'antimicrobià, el bacteri torna a multiplicar-se.

## Substàncies bacteriostàtiques
- Tetraciclina
- Cloramfenicol
- Macròlid
- Trimetroprim
- Sulfamida
- Lactoperoxidasa
- Àcid làctic